# Urneška lesena cerkev
Urneška lesena cerkev (norveško Urnes stavkyrkje) je lesena cerkev iz 12. stoletja v Ornesu, ob Lustrafjorden v občini Luster v okrožju Vestland na Norveškem.
Cerkev stoji na vzhodni strani fjorda, neposredno čez fjord od vasi Solvorn in približno pet kilometrovvzhodno od vasi Hafslo. Je med najstarejšimi cerkvami na Norveškem, z deli lesene konstrukcije iz druge polovice 11. stoletja. Cerkev je bila zgrajena v obliki dolge cerkvene bazilike po navdihu srednjeveških krščanskih cerkva, z valjastimi stebri in polkrožnimi loki v notranjosti. Okrasje na kapitelih stebrov in zunanjosti cerkve pooseblja vizualni dokaz preobrazbe vikinške kulture, asimilacije in sprejetja krščanstva. Severni portal cerkve je opredeljen kot slog Urnes, ki vsebuje okraske, ki izhajajo iz norveške mitologije iz 12. stoletja.
Od leta 1881 je v lasti Fortidsminneforeningen (Društvo za ohranjanje norveških starodavnih spomenikov). Leta 1979 je UNESCO cerkev Urnes Stave uvrstil na seznam svetovne dediščine.

## Kontekst
Lesene cerkve na Norveškem lahko datiramo v 10.–11. stoletje. To so lesene zgradbe v tridimenzionalni kubični strukturi, prekrite s stenskimi deskami; okvir celotne konstrukcije je zgrajen z lesenimi prečkami, stenske deske pa so nameščene v okvirje, kjer je to primerno.
Beseda Stav v norveščini pomeni močne lesene stebre, ki so vogalni in stebri, ki podpirajo celotno arhitekturno strukturo. Stave slog lahko opredelimo kot uporabo pokončnih stenskih desk.
Urneška cerkev je bila zgrajena okoli leta 1130 ali kmalu zatem in še vedno stoji na prvotnem mestu; menijo, da je najstarejša te vrste. Izkopavanja leta 1956 so pokazala, da sta bili na istem mestu zgrajeni dve cerkvi.
Prva cerkev je bila zgrajena v času prehoda v krščanstvo v palisadnem slogu, pri katerem so bili konstrukcijski elementi vdelani v tla. Drugi je bil zgrajen v drugi polovici 11. stoletja. Obe sta bili majhni zgradbi s ladijsko zasnovo.
Sredi 12. stoletja so drugo cerkev podrli; tretja cerkev, ki je temeljila na nekem delu druge, se je od nje močno razlikovala. Vključevala je osrednji del ladje, ki je višji nad preostalim delom stavbe; ogrodje je sestavljeno iz 16 velikih stebrov in opredeljuje glavno ter stranske ladje. Streha osrednjega dela je 2 metra višja od strehe stranskih delov.
Ta zasnova je bila v tistem času izjemno priljubljena in je služila kot navdih za kasnejše lesene cerkve. Zagotavlja povezavo med krščansko arhitekturo ter arhitekturo in umetniškimi oblikami vikinške dobe s tipičnimi živalskimi okraski, tako imenovanim Urneškim slogom živalske umetnosti.

## Arhitektura

### Notranjost
Povsem lesene cerkve so bile zgrajene na klasičnem bazilikalnem tlorisu. Glavni navdih načrta je bil bazilikalni slog stolnic v evropskih krščanskih cerkvah, navdih okvirjanja strehe, obložene z deskami in strehe, pokrite s skodlami, pa je bila prevladujoča arhitekturna tehnika v skandinavskih državah. Okrogli stebri s kubičnimi kapiteli in polkrožnimi loki v cerkvi so razkrivali izposojo iz prostorskih struktur romanske kamnite arhitekture.
V 17. stoletju so ladjo cerkve, ki je dvignjen osrednji prostor, obdan s stranskimi ladjami, razširili proti jugu. Cerkvi so dodali tudi druge elemente, med drugim krstilnik (1640), lesen baldahin nad oltarjem (1665) in prižnico (1693–1695). Oltarna slika, ki prikazuje Kristusa na križu z Devico Marijo in Janezom Krstnikom, je iz leta 1699. V 18. stoletju so cerkvi dodali okna.

### Dekoracija
Okraski na zunanji strani Urneške cerkve, vključno z lesenimi rezbarijami in izklesanim dekorjem, služijo kot vizualni dokaz preobrazbe vikinške kulture, asimilacije in sprejetja krščanstva. Plošče s trakovi so bile vzete iz prejšnje cerkve iz 11. stoletja in nato vključene v novo strukturo, pri čemer so elementi vikinške tradicije ostali živi. Izrezljano okrasje severnega portala, ki prikazuje prepletene živali, je v tem kontekstu urneškega sloga eden zadnjih primerov vikinškega živalskega okrasja.
Notranjost cerkve je bolj bogato okrašena kot zunanjost. Strukturo delno podpira niz lesenih stebrov iz 12. stoletja. Na vrhu stebrov so kapiteli okrašeni z rezbarijami človeških, živalskih in rastlinskih motivov. Nekateri od teh kapitelov vsebujejo preproste abstrahirane figure, nekatere pa tradicionalno prepleteno zasnovo vikinške tradicije. Urneška cerkev je tudi dom številnih srednjeveških liturgičnih predmetov za javno bogoslužje.

### Severni portal
Portal in drugi detajli severne stene sedanje cerkve ter stenske deske zatrepov so okrašeni klasično urneško. Verjetno gre za relikvije iz katere od prejšnjih cerkva.
Špekuliralo se je, da je bil portal morda prvotno glavni portal, obrnjen proti zahodu. V mitologiji in religijah naj bi portal ljudem omogočil vstop v Božjo hišo. V krščanskem smislu so portali simbolično utelešenje kaosa in boja z zlom v vsakdanjem življenju v smrtnem svetu.
Tukaj boj med kačo in veliko zverjo, kot je prikazan na portalu v Urnesu, predstavlja začetek Ragnaroka. Možno je, da je dekoracija prejšnje cerkve vključevala nekaj prizorov iz nordijske mitologije, kar je bil verjeten razlog za njeno prezgodnjo rekonstrukcijo v 12. stoletju. V tem kontekstu lahko žival razlagamo kot Níðhöggr, ki je jedel korenine Yggdrasila. »Prepletene kače in zmaji predstavljajo konec sveta po nordijski legendi o Ragnaröku.«
Vrata v urneškem slogu z izrezljanimi vijugami zvijajočih se kač in vinskih trt v prepletu podolgovatih živali in rastlin, zmanjšanih na trte. Najpomembnejša poanta velikega prepleta je predstaviti samo prepletenost vsega živega, živalskega ali rastlinskega. Na desni strani, približno tretjino od dna, kača celo iz ust izpušča lilijan. Vizualno značilnost umetnostni zgodovinarji pogosto imenujejo urneški slog.

### 17. stoletja do danes
Cerkev je zgrajena s pravokotno ladjo in ožjim korom. Ladja in kor imata dvignjena osrednja prostora. Kor je bil v 17. stoletju razširjen proti vzhodu, vendar je bil ta prizidek kasneje odstranjen. To prikazuje risba Johana Christiana Dahla, pa tudi poslabšano stanje cerkve v tistem času. V 20. stoletju so cerkev obnovili in prekrili bogato okrašene stenske deske, da bi preprečili nadaljnje propadanje.
In situ je ostalo veliko srednjeveških gradbenih elementov: grede (grunnstokker), pragovi (sviller), vogalni stebri (hjørnestolper), stenske deske (veggtiler) in stenske plošče ladij (stavlægjer). Iz srednjega veka je tudi konstrukcija dvignjenega osrednjega prostora z dogami, vrvicami in prečnimi oporniki ter sama streha. Od prejšnje cerkve na tem mestu sta poleg portala ostali še dve stenski deski v severni steni, vogalni stebriček kora, zahodni zatrep ladje in vzhodni zatrep kora.
Cerkev ni v običajni uporabi od leta 1881, ko je bila župnija Urnes ukinjena in je postala del župnije Solvorn v Sogn župniji (dekaniji) škofije Bjørgvin. Zdaj se uporablja samo za posebne priložnosti v župniji, kot so krsti in poroke.
Posegi v cerkveno stavbo za bogoslužne in praktične potrebe so potekali skozi stoletja. Ti posegi so še vedno jasno vidni; podali so avtentično pričevanje o družbenem življenju in verskih praksah na Norveškem. Danes je Urneška lesena cerkev ena izmed najbolj priljubljenih turističnih znamenitosti na Norveškem.

## Galerija
- Slika Johana Christiana Dahla
- Pogled spredaj
- Zunanji pogled na cerkveno lokacijo

- Rezbarije na podbojih in stenski deski severne stene
- Severna vrata z izrezljanimi podboji
- Vogalni steber (iz ene od prejšnjih cerkva) na severni steni
- Preklada severnih vrat
- Detajl rezbarije na levem podboju severnih vrat
- Detajl rezbarije na levem podboju severnih vrat

- Romar pri kapitelu na vrhu doge
- Figura Madone
- Kentaver na kapitelu palice ali stebra
- Notranjost cerkve, 1937